# Suomi-sarja 2000/01
Die Saison 2000/01 war die erste Spielzeit der Suomi-sarja als dritthöchste finnische Eishockeyspielklasse.

## Modus
In der Hauptrunde wurde die Liga in zwei nach regionalen Kriterien besetzte Gruppen mit je acht Mannschaften aufgeteilt. Diese absolvierten jeweils 34 Spiele. Die vier bestplatzierten Mannschaften jeder Gruppe qualifizierten sich für die Playoffs, deren beide Finalisten wiederum sich für die Aufstiegsrunde zur zweitklassigen Mestis qualifizierten. Die Letztplatzierten jeder Gruppe mussten in der Relegation um den Klassenerhalt antreten.
Für einen Sieg erhielt jede Mannschaft zwei Punkte, bei einem Unentschieden gab es einen Punkt und bei einer Niederlage null Punkte.

## Hauptrunde

### Zone Nord
|    | Klub                 | Sp | S  | U | N  | T   | GT  | Punkte |
| -- | -------------------- | -- | -- | - | -- | --- | --- | ------ |
| 1. | Raahe Kiekko         | 34 | 21 | 5 | 8  | 206 | 107 | 47     |
| 2. | Ahmat Haukipudas     | 34 | 22 | 1 | 11 | 198 | 145 | 45     |
| 3. | Iisalmen Peli-Karhut | 34 | 20 | 2 | 12 | 162 | 133 | 42     |
| 4. | Kiekko-Oulu          | 34 | 21 | 0 | 13 | 167 | 160 | 42     |
| 5. | Hokki Kajaani        | 34 | 17 | 1 | 16 | 166 | 142 | 35     |
| 6. | KoMu HT Mustasaari   | 34 | 13 | 3 | 18 | 127 | 177 | 29     |
| 7. | JHT Kalajoki         | 34 | 8  | 0 | 26 | 136 | 211 | 16     |
| 8. | RoKi-79 Rovaniemi    | 34 | 6  | 4 | 24 | 112 | 199 | 16     |

Sp = Spiele, S = Siege, U = Unentschieden, N = Niederlagen

### Zone Süd
|    | Klub               | Sp | S  | U | N  | T   | GT  | Punkte |
| -- | ------------------ | -- | -- | - | -- | --- | --- | ------ |
| 1. | KalPa Kuopio       | 34 | 27 | 3 | 4  | 158 | 81  | 57     |
| 2. | EPS Espoo          | 34 | 27 | 0 | 7  | 223 | 111 | 54     |
| 3. | Koo-Vee            | 34 | 17 | 5 | 12 | 155 | 129 | 39     |
| 4. | PiTa Helsinki      | 34 | 13 | 0 | 21 | 122 | 168 | 26     |
| 5. | SaPKo Savonlinna   | 34 | 13 | 0 | 21 | 114 | 166 | 26     |
| 6. | HeKi Heinola       | 34 | 11 | 3 | 20 | 119 | 167 | 25     |
| 7. | AaKoo Anjalankoski | 34 | 10 | 3 | 21 | 121 | 150 | 23     |
| 8. | Titaanit Kotka     | 34 | 7  | 8 | 19 | 110 | 150 | 22     |

Sp = Spiele, S = Siege, U = Unentschieden, N = Niederlagen

## Playoffs

### Viertelfinale
- KalPa Kuopio – Pitäjänmäen Tarmo Helsinki 2:0 (8:2, 6:1)
- Raahe Kiekko – Kiekko-Oulu 0:2 (4:7, 2:3)
- Ahmat Haukipudas – Iisalmen Peli-Karhut 2:0 (10:3, 6:3)
- EPS Espoo – Koo-Vee 2:0 (4:2, 5:2)

### Halbfinale
- KalPa Kuopio – Kiekko-Oulu 2:0 (6:2, 8:0)
- Ahmat Haukipudas – EPS Espoo 0:2 (2:6, 1:9)

Aufgrund des direkten Vergleichs in der Mestis-Aufstiegsrunde (4:1, 4:4) wurde KalPa Kuopio zum Meister der Suomi-sarja ernannt.

## Relegation
- Titaanit Kotka – VG-62 Naantali 2:1 (4:1, 2:3 n. V., 8:1)
- RoKi-79 Rovaniemi – Etelä-Portimo-72 Ylitornio 2:1 (5:9, 4:3, 3:0)

Titaanit und RoKi-79 erreichten beide in der Relegation den Klassenerhalt. Etelä-Portimo-72 Ylitornio rückte als Aufsteiger nach, da KoMu HT Mustasaari seine Mannschaft aus der Suomi-sarja zurückzog.